# Torneo de Pekín 2012
El China Open 2012 es un torneo de tenis que pertenece tanto a la ATP en la categoría de ATP World Tour 500 como a la WTA en la categoría Premier Mandatory. Los eventos femeninos y los eventos masculinos se llevarán a cabo en el Centro de Tenis del Parque Olímpico de Pekín (Olympic Green Tennis Center, en inglés) de Pekín, China, del 29 de septiembre al 7 de octubre de 2012 sobre canchas duras.

## Distribución de puntos
| Etapa                         | Individual masculino | Dobles masculino | Individual femenino | Dobles femenino |
| ----------------------------- | -------------------- | ---------------- | ------------------- | --------------- |
| Campeón                       | 500                  | 500              | 1000                | 1000            |
| Finalista                     | 300                  | 300              | 700                 | 700             |
| Semifinales                   | 180                  | 180              | 450                 | 450             |
| Cuartos de final              | 90                   | 90               | 250                 | 250             |
| tercera ronda                 | 45                   | 0                | 140                 | 140             |
| segunda ronda                 | 0                    | –                | 80                  | 5               |
| primera ronda                 | 10                   | –                | 5                   | –               |
| Clasificado                   | 20                   | –                | 30                  | –               |
| Finalista de la clasificación | 10                   | –                | 20                  | –               |
| 1ª ronda de clasificación     | 0                    | –                | 1                   | –               |

## Cabezas de serie

### Individual Femenino
| Tenista             | Ranking | Preclasificada |
| Victoria Azarenka   | 1       | 1              |
| María Sharápova     | 2       | 2              |
| Agnieszka Radwanska | 3       | 3              |
| Petra Kvitova       | 5       | 4              |
| Angelique Kerber    | 6       | 5              |
| Sara Errani         | 7       | 6              |
| Na Li               | 8       | 7              |
| Samantha Stosur     | 9       | 8              |
| Marion Bartoli      | 10      | 9              |
| Caroline Wozniacki  | 11      | 10             |
| Ana Ivanovic        | 12      | 11             |
| Dominika Cibulkova  | 13      | 12             |
| María Kirilenko     | 14      | 13             |
| Kaia Kanepi         | 15      | 14             |
| Roberta Vinci       | 16      | 15             |
| Lucie Safarova      | 17      | 16             |

- Los cabezas de serie están basados en el ranking WTA del 24 de septiembre de 2012.

### Individual Masculino
| Tenista             | Ranking | Preclasificado |
| Novak Djokovic      | 2       | 1              |
| David Ferrer        | 5       | 2              |
| Jo-Wilfried Tsonga  | 7       | 3              |
| Marin Čilić         | 13      | 4              |
| Richard Gasquet     | 14      | 5              |
| Alexandr Dolgopolov | 20      | 6              |
| Tommy Haas          | 21      | 7              |
| Fernando Verdasco   | 23      | 8              |

- Los cabezas de serie están basados en el ranking ATP del 24 de septiembre de 2012.

## Campeones

### Individual masculino
Novak Djokovic venció a  Jo-Wilfried Tsonga por 7-6(4), 6-2.

### Individual femenino
Victoria Azarenka venció a  María Sharápova por 6-3, 6-1.

### Dobles masculino
Bob Bryan /  Mike Bryan vencieron a  Carlos Berlocq /  Denis Istomin por 6-3, 6-2.

### Dobles femenino
Yekaterina Makarova /  Yelena Vesnina vencieron a  Nuria Llagostera Vives /  Sania Mirza por 7-5, 7-5.